# Calylophus hartwegii
Calylophus hartwegii là một loài thực vật có hoa trong họ Anh thảo chiều. Loài này được (Benth.) P.H.Raven mô tả khoa học đầu tiên năm 1964.